# Curtis Fuller
Curtis DuBois Fuller (født 15. december 1934 i Detroit, USA - død 8. maj 2021) var en amerikansk trombonist.
Fuller er nok mest kendt for sine klassiske jazzindspilninger med Art Blakeys Jazz Messengers(1961-1965) og Benny Golsons Jazztet (1959-1961).
Han har spillet med Miles Davis, Yusef Lateef, John Coltrane, Lee Morgan, Cannonball Adderley, Dizzy Gillespie, Wayne Shorter, Joe Henderson, Count Basie, Bud Powell, Philly Joe Jones, Hank Mobley, Jackie McLean, Freddie Hubbard, Kenny Dorham, Art Farmer og Benny Golson.
Fuller har lavet en række album i eget navn, til dels på pladeselskabet Blue Note og Impulse.

## Udvalgt diskografi

### I eget navn
- New Trombone
- The Opener
- Bone and Bari
- Curtis Fuller – Vol 3
- Imagination
- The Magnificent Trombone of Curtis Fuller

### Som sideman
- Bud!The Amazing Bud Powell (Vol.3) – Bud Powell
- Buhanias Delight – Art Blakeys Jazz Messengers
- Caravan – Art Blakeys Jazz Messengers
- Free For All – Art Blakeys Jazz Messengers
- Indestructible – Art Blakeys Jazz Messengers
- Mosaic – Art Blakeys Jazz Messengers
- Ugetsu – Art Blakeys Jazz Messengers
- Three Blind Mice – Art Blakeys Jazz Messengers
- Blue Train – John Coltrane
- Mode For Joe – Joe Henderson
- Meet The Jazztet – Benny Golson/Art Farmer
- Gone With Golson – Benny Golson
- Drums Around The World – Philly Joe Jones
- City Lights – Lee Morgan
- Schizophrenia – Wayne Shorter
- A Caddy For Daddy – Hank Mobley
- Makin The Changes – Jackie McLean
- The Body & The Soul – Freddie hubbard
- This Is The Moment – Kenny Dorham